# والدن بوند
والدن بوند. (بالإنجليزية: Walden Pond)‏، هي بحيرة في كونكورد، ماساتشوستس في الولايات المتحدة. في المثال الشهير حفرة غلاية، تشكلت بسبب تراجع الأنهار الجليدية منذ 10،000-12،000 عاما.
البركة محمية في إطار إحتفاظ والدن بوند كمعلم، 335 فدان (136 هكتار) مكان للتنزه و الترفيه تابع للدولة تديره إدارة حفظ التراث والترفيه ماساتشوستس.
تم تعيين الحفاظ عليه كمعلما تاريخي وطني في عام 1962 لارتباطه بالكاتب هنري ديفيد ثورو (1817-1862)، الذي أقام بجانب الشاطئ في كوخ وفرت لعمله الأكثر شهرة، والدن ؛ أو، الحياة في الغابة.

## روابط خارجية
- Walden Pond State Reservation Department of Conservation and Recreation
- Walden Pond State Reservation Map Department of Conservation and Recreation
- Friends of Walden Pond The Thoreau Society